# Willibald Besta

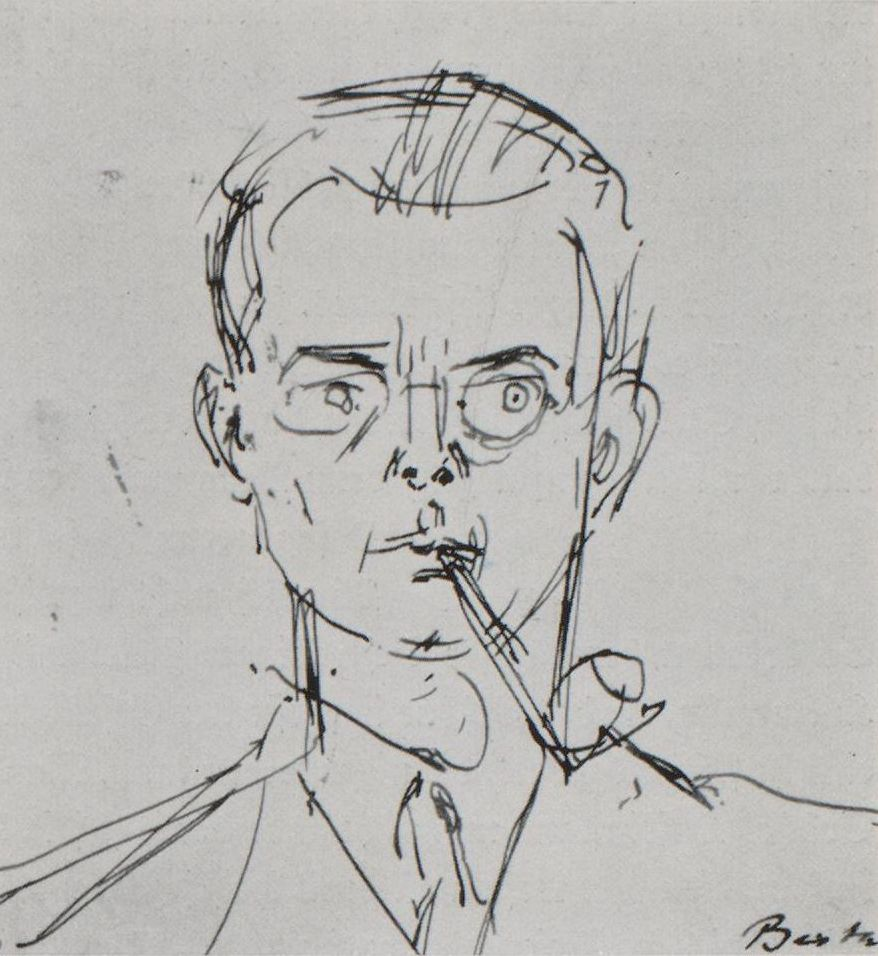
Willibald Besta, Selbst-Karikatur

Willibald Besta (* 6. November 1886 in Ratibor, Oberschlesien; † 15. August 1949 in München) war ein deutscher Kunstmaler und Grafiker.

## Leben
Sein Vater war ein Rechtsanwalt in Ratibor, das damals zur Provinz Schlesien gehörte. Willibald Besta studierte Malerei an der Königlichen Kunst- und Gewerbeschule in Breslau bei Eduard Kaempffer und Carl Ernst Morgenstern, schloss das Studium im Jahr 1906 ab, reiste nach Paris und studierte an der Académie Julian. Danach immatrikulierte er sich am 13. Mai 1908 an der Münchner Königlichen Akademie der Bildenden Künste, studierte Malerei und Grafik bei Angelo Jank und wurde später ein Mitglied der Münchener Secession.
Er lebte in München und stellte seine Bilder jährlich in dem Glaspalast aus. Bei einem Brand am 6. Juni 1931 wurden dort 4.000 Kunstwerke zerstört oder schwer beschädigt, darunter auch Bilder Bestas. Gemeinsam mit Karl Anton Rohan, Alois Dempf und Leopold Ziegler setzte er sich für die christdemokratische Idee der Paneuropa-Union ein und war im Jahr 1931 Mitbegründer der Zeitschrift Deutscheuropa. Einige seiner Bilder publizierte er 1921–1939 in der Münchner Wochenzeitschrift Jugend. In seinen Kunstwerken kommen oftmals badende weibliche Gestalten, Mädchen, Schnitterinnen sowie mythische Figuren wie Nymphen, Diana, Daphne, Apollo, Faun vor. Er wohnte 1933–1939 in seinem Atelier in Schwabing, Ainmillerstraße 13, dann zogen die Eheleute 1940 nach Berlin; dort malte er das Bild Rokokogesellschaft vor einer Orangerie des Schlosses Sanssouci. Im Jahr 1941 kehrte er mit Ehefrau nach Schwabing heim und lebte dort bis zum Lebensende. 
In der Zeit des Nationalsozialismus war Besta Mitglied der Reichskammer der bildenden Künste. Für diese Zeit ist seine Teilnahme an neun Gruppenausstellungen sicher belegt.
Die Ruhestätte Bestas befindet sich auf dem Münchner Waldfriedhof.

## Kunstwerke (Auswahl)
- Sitzender Akt, 1910, Pastel auf Papier
- Tanzender Akt im Park, Öl auf Leinwand
- Selbstporträt en face mit Tabakpfeife, Federzeichnung, 1936
- Akt-Bildnis eines liegenden Mädchens, Öl auf Holz
- Badende Nymphen in Parklandschaft, Öl auf Holz
- Zwei junge Schnitterinnen beim Baden, Öl auf Karton
- Susanna im Bade, Öl auf Holz
- Rokokogesellschaft vor einer Orangerie des Schlosses Sanssouci, Öl auf Leinwand, 1940
- Drei badende Mädchen in antikisierender Landschaft werden von einem Schwan attackiert, Öl auf Holz
- Faun und Nymphe, Öl auf Holz
- Badeszene, Öl auf Leinwand
- Schloss am Fuschlsee
- Blick auf den Tegernsee
- Stillleben mit Irdenware, Messingvase und einem Strauß Tulpen, Öl auf Leinwand
- Rosenfest, Öl auf Leinwand

In der Wochenzeitschrift Jugend:
- 1921: Morgen am See. Morning on the Lake, Heft 9, S. 197.
- 1923: Apollo und Daphne, Heft 20,  S. 589.
- 1939: Diana im Bade, Heft 20, S. 387.